# Shintarō Asanuma
Shintarō Asanuma (浅沼 晋太郎?, Asanuma Shintarō; Prefettura di Iwate, 5 gennaio 1976) è un doppiatore, attore e sceneggiatore giapponese.
È affiliato alla Office Osawa.

## Filmografia

### Anime
- One Piece (Zeo)

2006
- Host Club - Amore in affitto (Studente maschio B: episodio 24)
- xxxHOLiC (Studente B: episodio 24)
- ZEGAPAIN (Kyo Sogoru)
- Kilari (Subaru Tsukishima)
- Mamotte! Lollipop (Will)
- Kujibiki Unbalance (Mugio Rokuhara)

2007
- Engage Planet Kiss Dum (Ueno: episodi 9-10)
- Karin piccola dea (Kirio Karasuma)
- Il nostro gioco (Yousuke Kirie; Shinichi Kodaka (episodio 4))
- Mushi-Uta (Daisuke Kusuriya)
- Da Capo II (Yoshiyuki Sakurai)
- Shakugan no Shana II (Second) (Preside: episodio 12)
- Minami-ke (Sensei; Takeru-ojisan)
- Genshiken 2 (Neko Kazamatsuri: episodio 1)
- Ghost Hound (Michio Hoshino)
- Kara no kyōkai (Keita Minato: parte 3)

2008
- Minami-ke: Okawari (Takeru-ojisan)
- Yu-Gi-Oh! 5D's (Crow Hogan)
- Da Capo II Second Season (Yoshiyuki Sakurai)
- Shugo Chara! (Shuji Hinamori: episodio 35,doppiato in italiano da Jacopo Calatroni)
- Tetsuwan Birdy: DECODE (Sudou Ryouta)
- Ken il guerriero: la leggenda di Raoul il dominatore del cielo (Juza giovane: ep 7)
- Nodame Cantabile: Paris (Frank)
- Negibozu no Asataro (Kyuubee)

2009
- Minami-ke: Okaeri (Takeru)
- Asu no Yoichi (Keita Torigaya)
- Tetsuwan Birdy: DECODE 02 (Ryota Sudou; Valic)
- Shinkyoku Sōkai Polyphonica
- Guin Saga (István)
- First Love Limited. (Etsu Kusuda)
- Aoi Hana (Yasushi Kawanoi)
- Modern Magic Made Simple (Sōshirō Anehara)
- Tetsuwan Birdy: DECODE La Cifra (OAV) (Ryota Sudou)
- Nyan Koi! (Junpei Kōsaka)
- Shakugan no Shana S (Yukio Hamaguchi: episodi 3-4)
- Uchurei! (Takashi Fujiyama)

2010
- Nodame Cantabile: Finale (Frank)
- Gekijōban Yu-Gi-Oh! - Chōyūgō! Jikū o koeta kizuna (Crow Hogan)
- Uragiri wa Boku no Namae wo Shitteiru (Masamune Shinmei)
- The Tatami Galaxy (Protagonista)
- Ōkami-san to Shichinin no Nakama-tachi (Tarō Urashima)
- Seitokai yakuindomo (Takatoshi Tsuda)
- Kowarekake no Orgel (film) (Junpei)
- Mazinkaiser SKL (Ken Kaidō)

2011
- Dream Eater Merry (Chris Evergreen: episodi 4-5)
- Beelzebub (manga) (Kazuya Yamamura)
- Fractale (Sunda Granitz)
- Sket Dance (Seiji Igarashi: episodi 16-17-20)
- Hoshizora e kakaru hashi (Hoshino Kazuma)
- Seitokai yakuindomo (OAV) (Takatoshi Tsuda)
- Moshidora (Masayoshi Nikai)
- Phi Brain: Kami no Puzzle (Kaito Daimon)
- Boku wa Tomodachi ga Sukunai (Masaru Suzuki: episodio 2)

2012
- Acchi Kocchi (Sakaki Inui)
- Accel World (Takumu)
- Metal Fight Beyblade Zero-G (Blader Gai)
- Phi Brain: Kami no Puzzle (TV2) (Kaito Daimon)

2013
- Mondaiji-tachi ga Isekai Kara Kuru Sō Desu yo? (Sakamaki Izayoi)

2014
- Nōrin (Kōsaku Hata)[2]

2018
- Violet Evergarden (Aidan Field)

2019
- Ensemble Stars! The Animation (Leo Tsukinaga)
- Given (Ugetsu Murata)

### OAV
- Hoshizora e Kakaru Hashi (Hoshino Kazuma)
- Tokimeki Memorial 4 OVA (Studente protagonista/protagonista del gioco)

### Doppiaggi giapponesi
- - Drake & Josh (Drake Parker) (Drake Bell)
  - Constantine (Chas Kramer) (TV Asahi, Edizione Film Teatrale della Domenica) (Shia LaBeouf)
  - X-Men - L'inizio (Hank McCoy/Bestia) (Nicholas Hoult)
  - A proposito di Steve (Howard) (DJ Qualls)
  - Sanctuary (Ruolo di doppiaggio giapponese aggiuntivo) (Episodio 8)

### Giochi
- Zegapain XOR (Kyo Sogoru)
- Trauma Center: Under the Knife 2 (Adel Tulba, Emilio Juarez)
- Xenoblade Chronicles (Shulk, Zanza)
- Trauma Team (Darnell Sellers)
- Lollipop Chainsaw (Zed)
- Muramasa Rebirth (Gonbe)
- Granblue Fantasy (Domon, Ryan)
- J-Stars Victory Vs+ (Kusuo Saiki)
- Super Smash Bros. per Nintendo 3DS e Wii U (Shulk)
- Rodea the Sky Soldier (R4-Valghis)
- Super Mario Maker (Shulk)
- Grand Kingdom (Julius Wiseman)
- Street Fighter V (Alex)
- Hypnosis Mic: Division Rap Battle (Samatoki Aohitsugi)
- Ensemble Stars!! (Tsukinaga Leo)
- Xenoblade Chronicles 2 (Klaus, Shulk)
- Super Robot Wars X (Ringo Lon Giamanotta)
- Xenoblade Chronicles 2: Torna - The Golden Country (soldato 3)
- Dragalia Lost (Lucas)
- Super Smash Bros. Ultimate (Shulk)
- Pokémon Masters EX (Chicco)
- Borderlands 3 (FL4K)
- Xenoblade Chronicles: Definitive Edition (Shulk)
- Super Robot Wars 30 (Toshikazu Asagi)
- Xenoblade Chronicles 3 (Shulk)

## Musica

### Singoli
- (2012.04.18) Acchi de Kocchi de (あっちでこっちで) (come Acchi⇔Kocchi con Rumi Ookubo, Nobuhiko Okamoto, Hitomi Nabatame & Kaori Fukuhara) 18 aprile 2012

### Musiche anime
- Acchi Kocchi "???"[3]
- Gen x Pei Gakuen Kassenroku "Nen-Nen Sai-Sai Day By Day!" (ネンネンサイサイDay By Day!) (con Yūki Kaji)
- Minami-ke "down&UP! and DOWN↓"
- Ōkami-san "Ai ha Katsu" (愛は勝つ)